# Ievdokia
Pour l’article homonyme, voir Evdokia.
Pour plus de détails, voir Fiche technique et Distribution.
Ievdokia (Евдокия) est un film soviétique réalisé par Tatiana Lioznova, sorti en 1961,.

## Fiche technique
- Photographie : Piotr Kataiev, Jozef Martov
- Musique : Leonid Afanasiev
- Décors : Boris Doulenkov, Alexandre Vagitchev, L. Duchina
- Montage : Evgenia Abdirkina, Vera Vasilieva